# Двумерный электрофорез
Электрофорез двумерный — процесс разделения сложных связей белков, в котором сочетаются электрофорез белков и изоэлектрическое фокусирование. Метод позволяет изучать структуры, возникающие в сверхспирализованной молекуле кольцевой ДНК.
Для горизонтального электрофореза используют реактивы типа агарозы, маркеры длин фрагментов ДНК, красители в виде геля, буферы для электрофореза нуклеиновых кислот. Полиакриламидные гели удобны разработаны под различное количество образцов (от 1 до 26 лунок, длиной от 7 до 24 см) и применимы к разным по размеру электрофорезным камерам. В случае автоматического электрофореза используются системы препаративного электрофореза для выделения ДНК/РНК/белков серии Pippin.
Типы электрофореза: горизонтальный, капиллярный, вертикальный, капиллярный на чипе.